# Lillord Creek
Lillord Creek är ett vattendrag i Kanada.   Det ligger i provinsen Ontario, i den sydöstra delen av landet, 500 km nordväst om huvudstaden Ottawa. Lillord Creek ligger vid sjöarna  Sesekinika Lake och Sucker Lake.
I omgivningarna runt Lillord Creek växer i huvudsak blandskog. Trakten runt Lillord Creek är nära nog obefolkad, med mindre än två invånare per kvadratkilometer.